# 참교육상
참교육상은 대한민국 전국교직원노동조합이 참교육 실천에 앞장서 온 사람들의 뜻을 기리고 본받기 위해 1990년에 제정한 상으로 매년 5월 즈음에 시상하고 있다.

## 역사
1989년 5월 28일 민족, 민주, 인간화 교육을 이념으로 창립한 전국교직원노동조합은, 1990년 창립 일주년을 맞아 조직의 복원을 기념하고 본보기가 되는 조합원을 대상으로 1990년 5월 10일 제5회 교사의 날을 포함한 일주일간을 참교육 주간으로 정하고 시상하기 시작했다.
제5회 1995년부터는 시상 대상을 교사에서 “참교육 실현과 교육발전에 기여한 각계 인사 및 단체”로 넓히고 상의 이름도 당초 《참교사상》에서 《참교육상》으로 바꾸어 매년 전국교직원노동조합 결성일을 전후해 시상한다.

## 시상기준
《참교육상 심의위원회》를 구성하여 수상자를 결정하며, 시상기준은 다음과 같다.
- 참교육 이념의 구현과 실천을 위해 공헌한 개인이나 단체
- 어린이나 청소년의 올바른 삶을 위해 공헌한 개인이나 단체
- 교육의 민주화나 제도교육의 올바른 자리 매김을 위해 공헌한 개인이나 단체
- 교육현장에서 참교육 실천을 위해 매진하여 타인의 귀감이 되는 자 등

## 수상자
| 회차   | 시상일          | 장소                                                              | 수상자                                          | 소속                                              | 비고                                                                |
| ------ | --------------- | ----------------------------------------------------------------- | ----------------------------------------------- | ------------------------------------------------- | ------------------------------------------------------------------- |
| 제1회  | 1990년 5월 10일 | 제5회 교사의 날 행사, 홍익대 학생회관                             | 양동식(당시 62세)                               | 서울 풍문여고                                     | 국어교사                                                            |
| 제1회  | 1990년 5월 10일 | 제5회 교사의 날 행사, 홍익대 학생회관                             | 배주영(당시 27세)                               | 경북 진보종합고 해직                              | 청송·영양지회 전교조 활동                                           |
| 제1회  | 1990년 5월 10일 | 제5회 교사의 날 행사, 홍익대 학생회관                             | 정영부(당시 47세)                               | 진주 대기계공고에서 해직                          | 진주지회장, 서부경남연합 의장                                       |
| 제2회  | 1991년 5월 10일 | 제6회 교사의 날 행사, 동국대 중강당                               | 신용길                                          | 부산 구덕고 해직                                  | 부산지부 교과위원장                                                 |
| 제3회  | 1992년          |                                                                   | 이상구                                          | 인천 가정초등                                     | 1991년 9월 19일 안나푸르나 등정중 사망, 향년 28세                   |
| 제3회  | 1992년          | 이석주                                                            | 인천 건지초등                                   | 1991년 9월 19일 안나푸르나 등정중 사망, 향년 26세 |                                                                     |
| 제4회  | 1993년 5월 30일 | 5주년 교사대회, 경희대                                            | 임희진                                          |                                                   | 1989년 서울 신암중에서 분회 결정 주도로 해직                        |
| 제4회  | 1993년 5월 30일 | 5주년 교사대회, 경희대                                            | 정영상                                          | 1989년 안동 복주여중에서 해직                     | 충북 단양지회 활동                                                  |
| 제4회  | 1993년 5월 30일 | 5주년 교사대회, 경희대                                            | 이광웅                                          | 1982년 군산제일고 근무 중 오송회 사건으로 수감    | 1987년 군산 서흥중 복직 뒤 89년 해직                                |
| 제5회  | 1995년 5월 28일 | 6주년 교사대회, 한양대                                            | 참교육을 위한 전국학부모회                      |                                                   |                                                                     |
| 제5회  | 1995년 5월 28일 | 6주년 교사대회, 한양대                                            | 엄익돈                                          | 여수 구봉중                                       | 교육대개혁과 해직교사원상회복을 위한 추진위원장                     |
| 제6회  | 1996년 5월 26일 | 7주년 교사대회, 보라매공원                                        | 두밀분교 학부모회                               |                                                   | 두밀분교 폐교 저지 투쟁                                             |
| 제7회  | 1998년 5월 28일 | 9주년 본부 기념식, 종로구민회관                                   | 김찬국                                          | 1989년 해직교사 서울후원회 공동대표               | 민주적 학생운동 지지 등 참교육에 기여                               |
| 제7회  | 1998년 5월 28일 | 9주년 본부 기념식, 종로구민회관                                   | 김영만                                          | 참교육을 위한 전국학부모회                        | 지역운동 등                                                         |
| 제7회  | 1998년 5월 28일 | 9주년 본부 기념식, 종로구민회관                                   | 인권운동사랑방                                  |                                                   | 인권운동을 독자영역으로 확대심화 신장                               |
| 제8회  | 1999년 5월 30일 | 8주년 교사대회, 여의도 금성무대                                   | 박현서                                          |                                                   | 대학위원회 관련 참교육 실천 및 조직 강화                            |
| 제8회  | 1999년 5월 30일 | 8주년 교사대회, 여의도 금성무대                                   | 이오덕                                          |                                                   | 참교육 실천, 우리글 바로 쓰기 운동                                  |
| 제9회  | 2000년 5월 30일 | 9주년 교사대회, 올림픽공원내 테니스 경기장                        | 이규환                                          |                                                   | 참교육 운동의 이론적 토대 제공과 실천                               |
| 제9회  | 2000년 5월 30일 | 9주년 교사대회, 올림픽공원내 테니스 경기장                        | 전국민족민주유가족협의회                        |                                                   | 민족 민주 운동 정신 계승 사업, 인권·역사교육 모범                   |
| 제10회 | 2001년 5월 28일 | 서울교사대회, 동성고강당                                          | 김덕일                                          | 전 전국초등위원회 위원장                          | 참교육 운동에 헌신                                                  |
| 제10회 | 2001년 5월 28일 | 서울교사대회, 동성고강당                                          | 이수인                                          | 전 국회의원                                       | 교원단체 합법화, 교육개혁입법 제정                                  |
| 제10회 | 2001년 5월 28일 | 서울교사대회, 동성고강당                                          | 상문고 분회                                     |                                                   | 사립학교법 제정에 공헌                                              |
| 제11회 | 2002년 5월 26일 | 13주년 전국교사대회, 대학로                                       | 우리 세상                                       |                                                   | 다양한 청소년 문화·교육 사업                                        |
| 제11회 | 2002년 5월 26일 | 13주년 전국교사대회, 대학로                                       | 박승옥                                          | 변호사                                            | 사학민주화 지원 변론(2003년 5월7일 반납)                            |
| 제11회 | 2002년 5월 26일 | 13주년 전국교사대회, 대학로                                       | 성하성                                          | 전교조 결성 과정 해직                             | 전교조와 교과모임 활동                                              |
| 제11회 | 2002년 5월 26일 | 13주년 전국교사대회, 대학로                                       | 덕성여대 교수협의회                             |                                                   | 덕성여대 민주화와 사학비리 척결                                     |
| 제12회 | 2003년 5월 26일 | 2003 전국교사대회                                                 | 김용관                                          |                                                   | 인천경기교사협의회 활동                                             |
| 제12회 | 2003년 5월 26일 | 2003 전국교사대회                                                 | 김종삼                                          | 운송초등학교                                      | 참교육 실천 모임을 주도                                             |
| 제12회 | 2003년 5월 26일 | 2003 전국교사대회                                                 | 전성하                                          | 서울지부 수석부지부장                             | 합법 1기 선거관리위원장 역임                                        |
| 제13회 | 2004년 5월 23일 | 교육주체결의대회, 장충체육관                                      | 심광보                                          | 충북 충주고등학교                                 | 참교육이 실현되기를 바라는 충주지역 고등학생 모임 결성 후 투신 사망 |
| 제14회 | 2005년 5월 28일 | 전국교사대회, 한양대                                              | 윤영규                                          | 전교협 초대 회장                                  | 전교조 1~3대 위원장                                                 |
| 제15회 | 2006년 5월 27일 | 전국교사대회, 잠실학생체육관                                      | 사립학교법개정과부패사학척결을위한국민운동본부  |                                                   | 사립학교법 개정과 부패사학 척결                                     |
| 제15회 | 2006년 5월 27일 | 전국교사대회, 잠실학생체육관                                      | 정관                                            | 포항 중앙고                                       | 경북지부 연대사업부장과 포항중등공립지회 사무국장                   |
| 제15회 | 2006년 5월 27일 | 전국교사대회, 잠실학생체육관                                      | 나규식                                          |                                                   | 구미지회장, 전국대의원                                              |
| 제15회 | 2006년 5월 27일 | 전국교사대회, 잠실학생체육관                                      | 윤수근                                          |                                                   | 거제중등지회장과 거제고교평준화추진위원회 공동대표                  |
| 제16회 | 2007년 5월 20일 | 전국교사대회, 나주영산포둔치                                      | 김형선                                          | 인천지회 사무국장                                 | 인천교사신문 발간                                                   |
| 제16회 | 2007년 5월 20일 | 전국교사대회, 나주영산포둔치                                      | 전국장애인교육권연대                            |                                                   | 장애인의 교육권 확보, 장애인에 대한 차별을 금지하는 법률제정        |
| 제16회 | 2007년 5월 20일 | 전국교사대회, 나주영산포둔치                                      | 강신석                                          | 원로 목사                                         | 광주YMCA 중등교사회와 전교조 창립 지원                              |
| 제17회 | 2008년 5월 27일 | 전국교사대회, 여의도문화한마당                                    | 민족문제연구소                                  |                                                   | 올바른 역사의식 확립                                                |
| 제18회 | 2009년 5월 23일 | 전국교사대회, 여의도문화한마당                                    | 민주 사회를 위한 변호사 모임                    |                                                   | 공교육강화, 국민기본 교육권 노력                                    |
| 제18회 | 2009년 5월 23일 | 전국교사대회, 여의도문화한마당                                    | 권영국                                          | 1989년 초대 충북지부장                            | 한빛전산원 창립, 참교육원격연구원 제안                              |
| 제19회 | 2010년 5월 16일 | 전국교사대회, 여의도문화한마당                                    | 안전한 학교급식을 위한 국민운동본부             |                                                   | 학교급식법 개정운동, 친환경무상급식 풀뿌리 국민연대 활동            |
| 제20회 | 2011년 5월 26일 | 전교조 창립22주년 기념식, 영등포 하자센터                         | 오일창                                          | 前 백원초 교사                                    | 작은학교 운동인 상주남부초등학교와 백원초등학교를 일구어낸 주역     |
| 제21회 | 2012년 5월 19일 | 경쟁만능교육 철폐와 교육개혁입법 쟁취를 위한 전국교사대회, 서울역 | 학생인권조례제정운동 서울본부(학생인권서울본부) |                                                   |                                                                     |
| 제21회 | 2012년 5월 19일 | 경쟁만능교육 철폐와 교육개혁입법 쟁취를 위한 전국교사대회, 서울역 | 고 박문곤 교사, 고 류타원 학생                  | 1996년 노동법 개정 투쟁 전교조 경남지부 실천단    |                                                                     |

## 같이 보기
- 전국교직원노동조합